# USS SC-521
USS SC-521 – ścigacz okrętów podwodnych typu SC-497. Służył w United States Navy w czasie II wojny światowej.
Stępkę jednostki położono 5 maja 1941 roku w stoczni Annapolis Yacht Yard, Inc. w Annapolis. Zwodowano go 1 lutego 1942 roku. Wszedł do służby 15 kwietnia 1942 roku. 
Zatonął 10 lipca 1945 roku w pobliżu wysp Santa Cruz na Salomonach.